# زمان سقوط
زمان سقوط (به انگلیسی: Fall Time) یک فیلم جنایی و درام آمریکایی محصول سال ۱۹۹۵ به کارگردانی پل وارنر با بازی میکی رورک، دیوید آرکت و استیون بالدوین است. این فیلم برای اولین بار در جشنواره فیلم ساندنس در سال ۱۹۹۵ به نمایش درآمد.

## داستان
سه مرد جوان تصمیم می‌گیرند نقشه سرقت ساختگی از یک بانک را طراحی کنند. اما وقتی دو مرد دیگر واقعاً از دست به سرقت از بانک زده‌اند همه چیز به می‌ریزد و …